# Rezerwat przyrody Mszana i Obłoga
Rezerwat przyrody Mszana i Obłoga – leśny rezerwat przyrody w południowo-zachodniej Polsce, w woj. dolnośląskim, w powiecie jaworskim, w gminach Paszowice i Męcinka o powierzchni 99,92 ha. Celem ochrony rezerwatu Mszana i Obłoga są cenne płaty lasów, wraz z unikalną i bogatą florą oraz elementami przyrody nieożywionej w postaci interesujących form wychodni bazaltu i rumowisk bazaltowych w szczytowych partiach wzgórz. 

## Położenie
Znajduje się we wschodniej części Pogórza Kaczawskiego, obejmując szczytowe partie gór Mszana i Obłoga w nadleśnictwie Jawor. Leży na terenie Parku Krajobrazowego Chełmy.

## Przyroda
Wielkim walorem rezerwatu są naturalne zespoły leśne, do których należą:
- las klonowo-lipowy Aceri-Tilietum, porastający strome zbocza Mszanej z runem bogatym w rzadkie i chronione rośliny.
- grąd środkowoeuropejski Galio-Carpinetum, występujący w szczytowych partiach. Szczególnie cenny we wczesnowiosenne geofity jak kokorycz pełna, zawilec gajowy, zawilec żółty, łuskiewnik różowy, czosnek niedźwiedzi.

Na terenie rezerwatu występuje 188 gatunków, podgatunków i odmian roślin naczyniowych, w tym gatunki chronione, m.in. buławnik mieczolistny, lilia złotogłów, orlik pospolity, czosnek niedźwiedzi, śnieżyczka przebiśnieg i wawrzynek wilczełyko.

## Atrakcje turystyczne
Przez rezerwat przechodzi zielony szlak turystyczny „Szlak Doliną Nysy Małej”, trasa obejmuje: Grobla-Siedmica-Wąwóz Siedmicki-Las Świniec-Muchów. Na szczycie Mszanej znajduje się kamienna wieża, dostępna do zwiedzania. Niestety, obiekt nie stanowi punktu widokowego, albowiem jest niższy niż otaczające go drzewa.

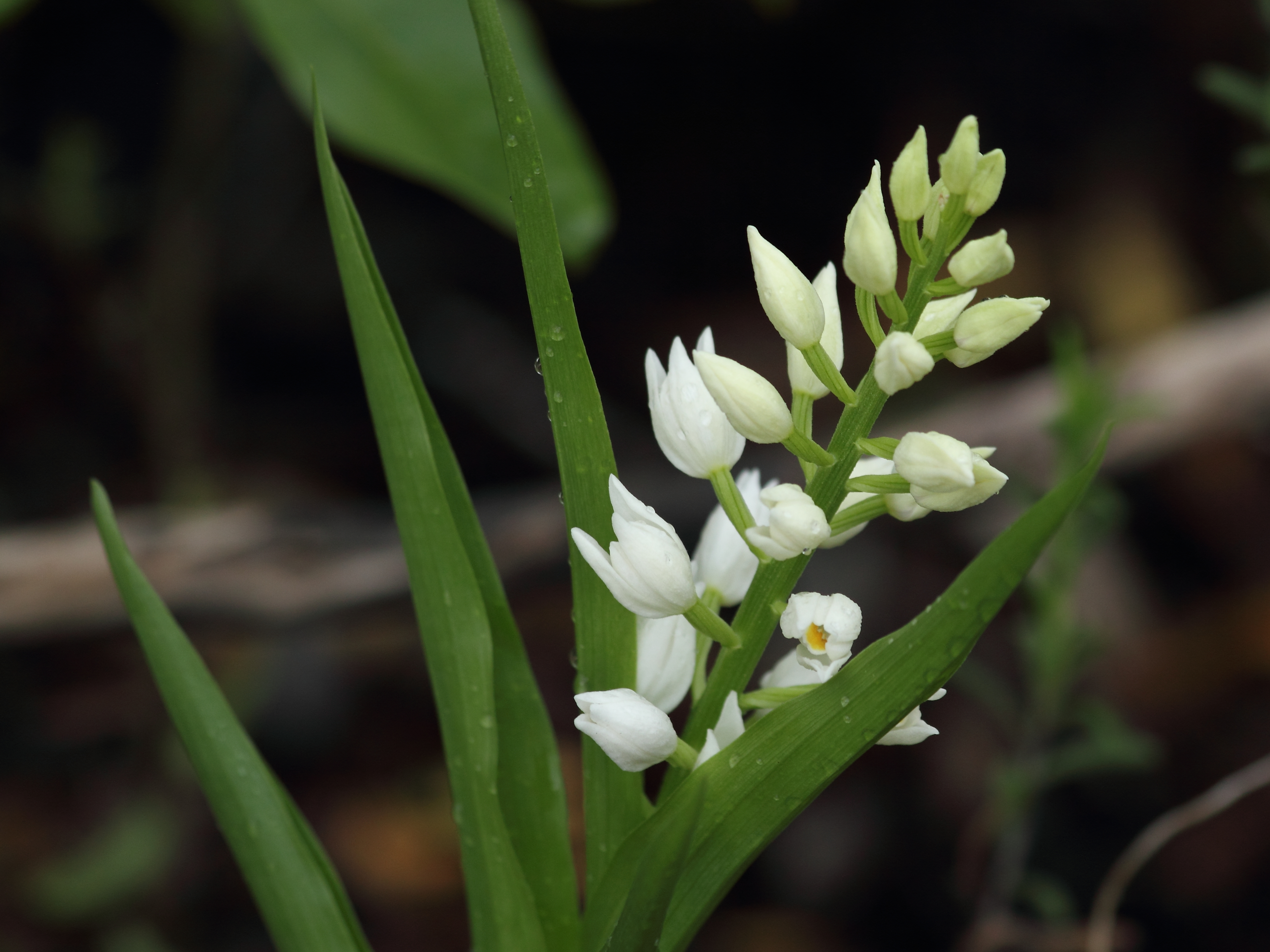
Buławnik mieczolistny
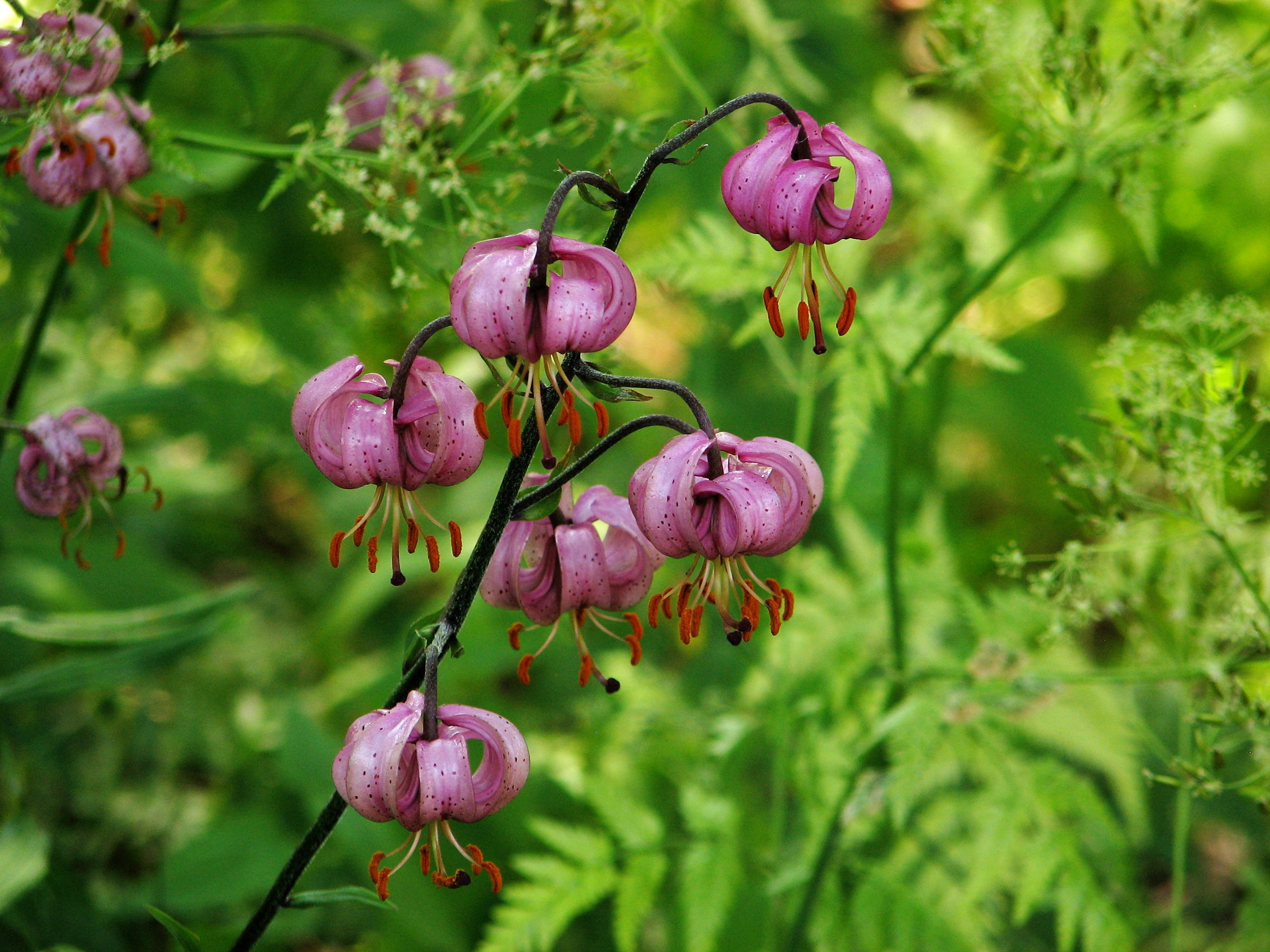
Lilia złotogłów
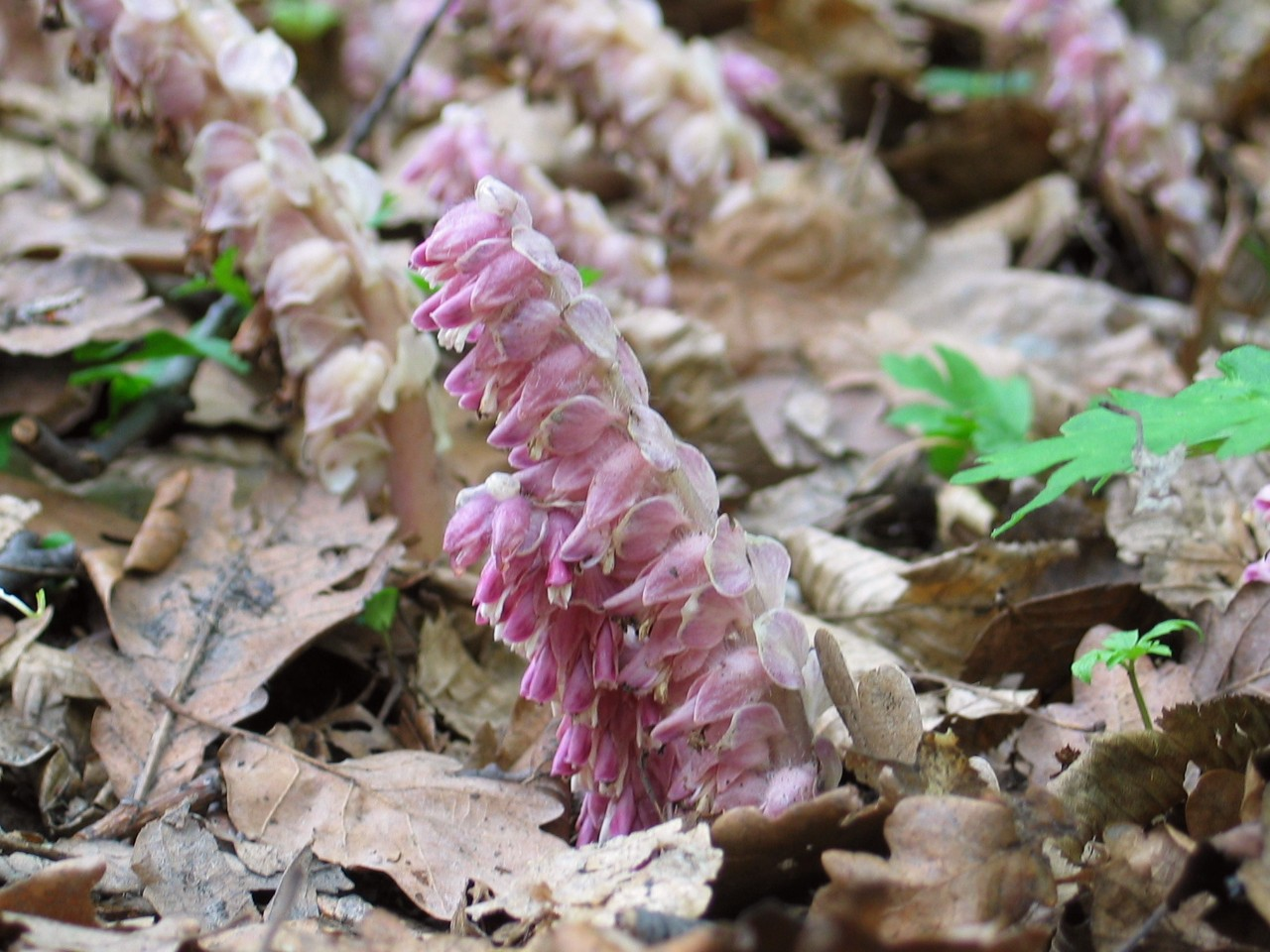
Łuskiewnik różowy
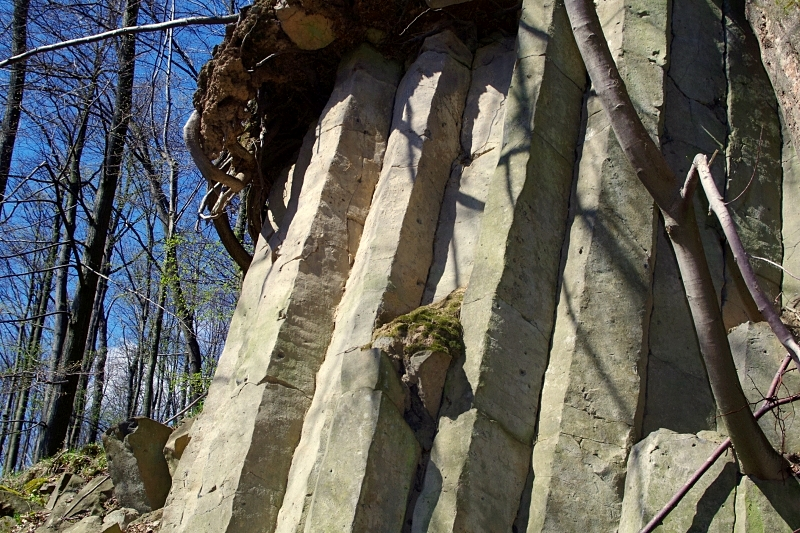
Słupy bazaltowe
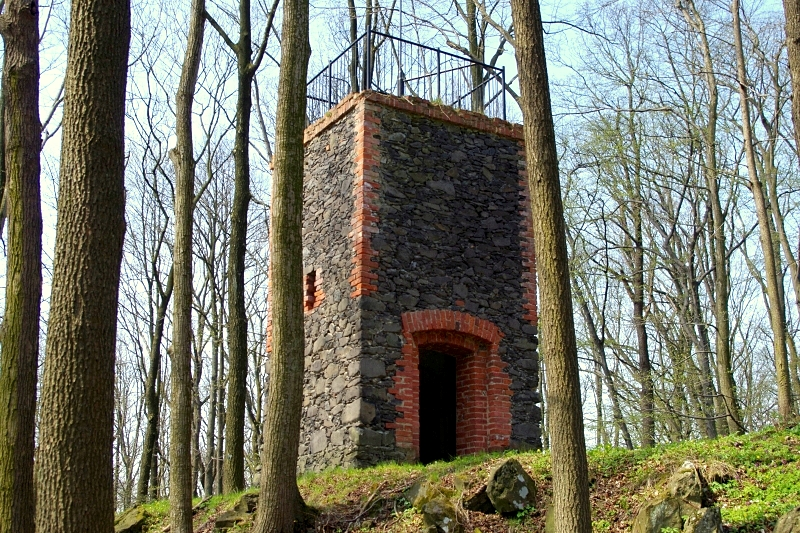
Wieża na szczycie